# Antonov An-71
Antonov An-71 (tên ký hiệu của NATO: "Madcap") là một máy bay AWACS của Liên Xô dự định chế tạo để hoạt động trên tàu sân bay Admiral Kuznetsov. Nó được thiết kế dựa trên loại máy bay An-72 'Coaler'. Việc phát triển chưa bao giờ đạt được nhiều tiến triển, nó vẫn chỉ trong giai đoạn nguyên mẫu, chiếc đầu tiên bay ngày 12 tháng 7-1985. An-71 bị loại bỏ vì những lợi ích của Yak-44, Yak-44 cũng bị hủy bỏ cùng với dự án tàu sân bay Ulyanovsk sau khi Liên Xô sụp đổ.

## Quốc gia sử dụng
Liên Xô
- Không quân Hải quân Xô viết

## Thông số kỹ thuật (An-71)

### Đặc điểm riêng
- Phi đoàn: 6
- Chiều dài: 23.5 m (77 ft)
- Sải cánh: 31.89 m (104 ft 7 in)
- Chiều cao: 9.20 m (30 ft 1 in)
- Diện tích cánh: n/a
- Trọng lượng rỗng: n/a
- Trọng lượng cất cánh: n/a
- Trọng lượng cất cánh tối đa: n/a
- Động cơ: 2 x D-436K, 7500 kg và 1 x RD-38A, 2900 kg

### Hiệu suất bay
- Vận tốc cực đại: 650 km/h (404 mph)
- Vận tốc hành trình: 530 km/h (329 mph)
- Tầm bay: n/a
- Trần bay: 10800 m (35450 ft)
- Vận tốc lên cao: n/a
- Lực nâng của cánh: n/a
- Lực đẩy/trọng lượng: n/a

## Nội dung liên quan

### Máy bay cùng sự phát triển
- Antonov An-72
- Antonov An-74

### Máy bay có tính năng tương đương
- E-2 Hawkeye
- Yakovlev Yak-44

### Trình tự thiết kế
An-70 -
An-71 -
An-72 -
An-74 -
An-88